# Papagaio-de-santa-lúcia
Papagaio-de-santa-lúcia (Amazona versicolor) é uma espécie de papagaio em via de extinção. Vive na Amazônia e está quase extinto devido a caça excessiva. Por 1975, graças à desflorestação e a caça, só algumas destas criaturas conseguiram sobreviver na vida selvagem. Podemos encontrar o papagaio-de-santa-lúcia na montanha central da ilha de Santa Lúcia.